# Jurong Raya
Jurong Raya is een bestuurslaag in het regentschap Pidie van de provincie Atjeh, Indonesië. Jurong Raya telt 631 inwoners (volkstelling 2010).